# Раймонди, Антонио
Антонио Раймонди (итал. Antonio Raimondi; 19 сентября, 1826, Милан, Италия — 26 октября, 1890, Сан-Педро-де-Льок, Перу) — итальяно-перуанский учёный, исследователь, географ, натуралист.

## Биография
Антонио Раймонди родился в Милане, 28 июля 1850 года. В возрасте 24 лет приехал в Перу. В 1851 году стал профессором естественной истории. В 1856 году стал одним из основателей медицинской школы Университета Сан-Маркос. В 1861 году основал факультет аналитической химии.
В возрасте сорока лет увлёкся природой и географией Перу, стал много путешествовать по стране, описывая все свои наблюдения. Совершил около 18 научных экспедиций, делая открытия в области географии, геологии, биологии, этнографии и археологии. Все свои знания собрал в книге «El Peru», вышедшей в шести томах в период с 1875 по 1913 год, которая оставалась актуальной многие годы и пользуется интересом до сих пор. Он также является автором множества других научных публикаций.
Похоронен на кладбище «Пастор Матиас Маэстро».

### Археолог

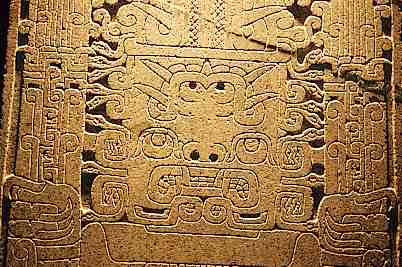
Так называемая Стела Раймонди, Анкаш, Перу

Самым известным его открытием в области археологии является обнаружение так называемой «Стелы Раймонди», принадлежавшей андской цивилизации Чавин в Чавин-де-Уантар, регион Анкаш.

## Произведения
Раймонди написал много книг, в частности:
- El departamento de Ancash y sus riquesas mineralis. — Lima, 1873.

## Наследие
Антонио Раймонди является довольно популярной фигурой в современном Перу, в его честь названо множество учреждений: школы, театры, музеи, высшие учебные заведения. В честь него названа провинция Антонио Раймонди на востоке страны, а также улицы и площади в городах Перу. Некоторые из открытых им растений носят его имя, например, в честь учёного был назван род кактусов Neoraimondia. Портрет Антонио Раймонди был помещён на банкноту 5 000 000 инти (уже вышла из обращения).